# Logone-Oriental
Le Logone-Oriental est une des 23 provinces du Tchad dont le chef-lieu est Doba.

## Situation
La province est située au sud du pays, elle est frontalière de la République centrafricaine et du Cameroun.
| Logone Occidental | Tandjilé        |         |
| Mayo-Rey          | Logone-Oriental | Mandoul |
|                   | Ouham-Pendé     | Ouham   |

## Histoire
La province du Logone-Oriental a été créée par les décrets N° 404/PR/MAT/02 du 3 octobre 2002 et 419/PR/MAT/02 du 17 octobre 2002.
Elle correspond à l'ancienne préfecture du Logone Oriental créée par l'ordonnance n°4 du 29 janvier 1969 qui démembre l'ancienne préfecture du Logone en trois (Logone Occidental, Logone Oriental et Tandjilé).

## Subdivisions
La province du Logone Oriental est divisée en 6 départements :
| Département  | Chef-lieu | Sous-préfectures                                 |
| ------------ | --------- | ------------------------------------------------ |
| Nya          | Bébédjia  | Bébédjia, Mbikou, Béboni, Miandoum, Komé         |
| Nya Pendé    | Goré      | Békan, Donia, Goré, Yamodo                       |
| Pendé        | Doba      | Doba, Kara, Madana                               |
| Kouh-Est     | Bodo      | Bodo, Bédjo, Béti                                |
| Kouh-Ouest   | Béboto    | Béboto, Baké, Dobiti                             |
| Monts de Lam | Baïbokoum | Baïbokoum, Bessao, Mbaïkoro, Mbitoye, Laramanaye |

## Population
La population de la région était de 440 342 habitants en 1993 (RGPH, pour certains cantons : estimations cartographiques).
Le groupe ethnico-linguistique des Ngambay représente plus de 50 % de la population. Les autres groupes ethnico-linguistiques les plus importants sont les Gor, les Mboum, les Goulay, les mongo.

## Économie
Les cultures vivrières de la région sont le manioc dans la zone frontalière, les mils et sorgho plus au nord, les  cultures commerciales sont le coton, et l'arachide autour de la ville de Doba. Un champ pétrolifère est exploité depuis 1988, au sud-ouest de Doba. L'oléoduc de 1070 km relie la région au littoral camerounais à Kribi mis en service en 2003.

## Administration
Liste des administrateurs :
Préfets du Logone Oriental (jusqu'en 2002)
Gouverneurs du Logone Oriental (depuis 2002)
- ? : Jacob Ngarboudjim Medeur (en poste avril 2007)
- 15 septembre 2008 : Weïding Assi Assoue
- ? : Mahamat Zène Elhadj Yaya (en poste en mai 2010)

## Politique
Liste des députés :